# 斯亨科泰
斯亨科泰（Shenkottai），是印度泰米尔纳德邦Tirunelveli县的一个城镇。总人口26814（2001年）。

## 人口
该地2001年总人口26814人，其中男性13343人，女性13471人；0—6岁人口2624人，其中男1347人，女1277人；识字率75.99%，其中男性为83.09%，女性为68.95%。